# Charles Boom

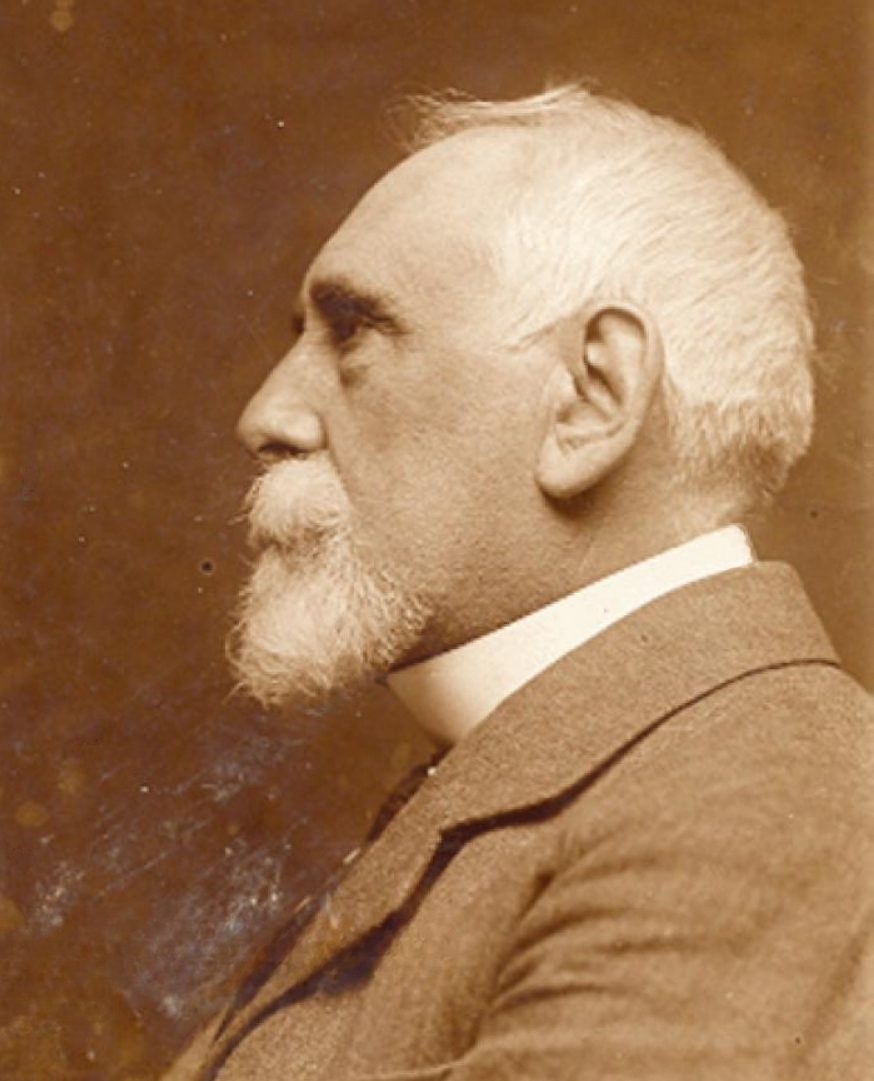
Porträt von Charles Boom

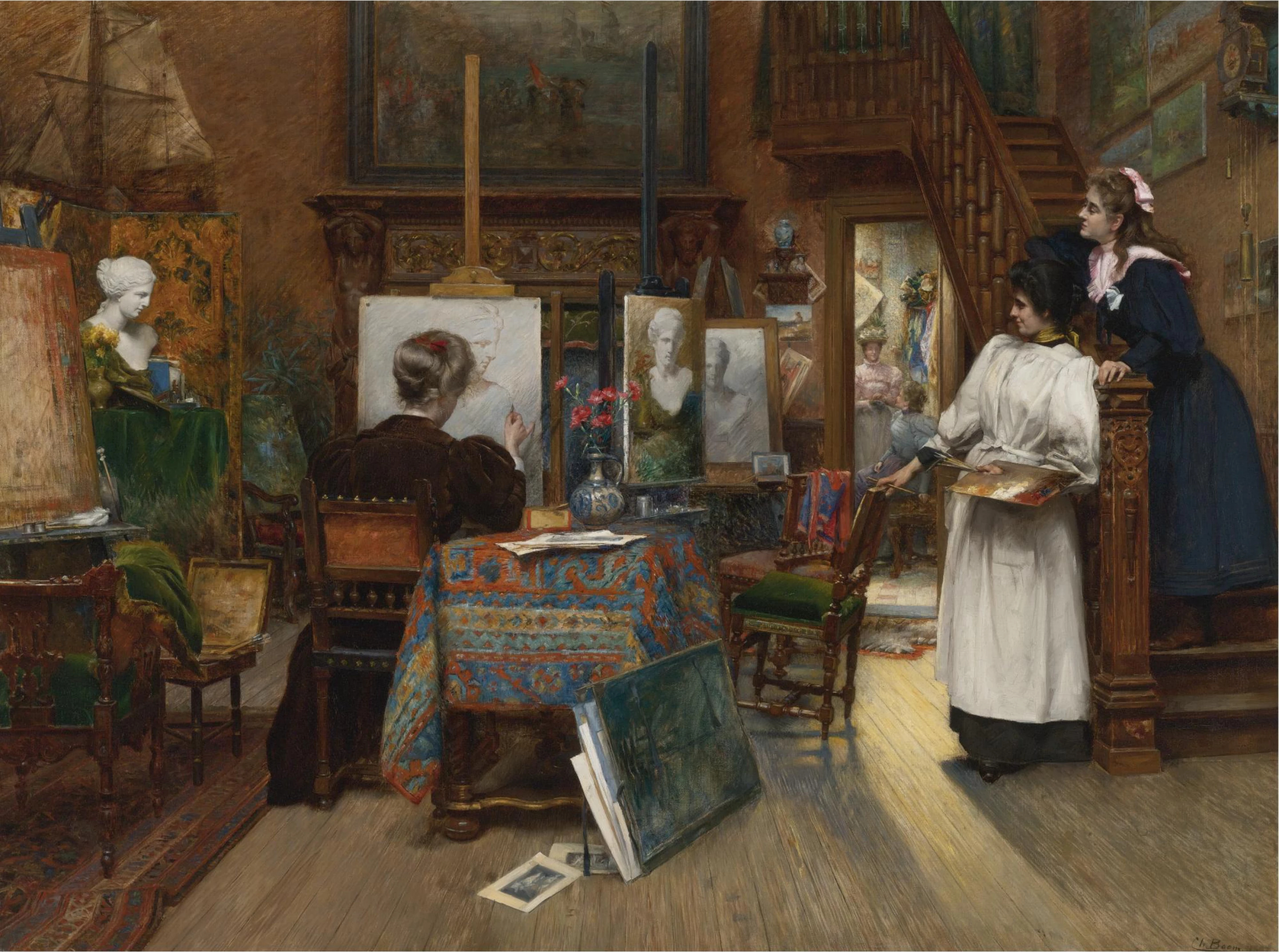
Die Malerinnen

Charles Boom, auch Karel Boom (* 3. April 1858 in Hoogstraten; † 13. Februar 1939 in Antwerpen), war ein belgischer Genremaler, Zeichner und Aquarellist sowie Kunstpädagoge.
Charles Boom studierte an der Koninklijke Academie voor Schone Kunsten van Antwerpen bei Edward Dujardin, Lucas Victor Schaefels und Charles Verlat.
Nach dem Studium war er in Antwerpen als freischaffender Genre- und Historienmaler sowie Porträtist tätig. Von 1885 bis 1924 bekleidete er den Posten eines Professors an der Amsterdamer Akademie.
Er half Charles Verlat bei seinen Koalitionskriegs-Schlachtenbildern von Waterloo und Russland.
Charles Boom wurde mit dem Ritterkreuz des belgischen Leopoldsordens ausgezeichnet.